# 아루나 코네
아루나 코네(프랑스어: Arouna Koné, 1983년 11월 11일 ~ )는 코트디부아르의 전 축구 선수로, 과거 공격수로 활약하였다.
에레디비시에서 로다 JC와 PSV에서 이름을 알린 후, 그는 2007년 세비야와 계약했지만 부상과 임대로 인해 거의 출전하지 못했다. 2012년에는 레반테에서 프리미어리그로 이적해 위건 애슬레틱과 에버턴을 대표해 위건 애슬레틱에서 FA컵을 한 번 우승했다.
코네는 코트디부아르 국가대표팀로 2004년 데뷔 후 2013년 은퇴할 때까지 국제적으로 활약하였다. 그는 2006년 FIFA 월드컵에 출전한 것은 물론, 조국을 위해 3번의 아프리카 네이션스컵 대회에 출전하여 총 39번의 국가대표 경기에 출전하여 9골을 득점하였다.

## 구단 경력

### PSV
코네는 날짜의 혼동으로 PSV의 2007-08 시즌을 어렵게 시작하였고, 자국에서의 휴가 이후 시즌 전 훈련에 늦게 복귀하여 새로운 캠페인을 준비하기 위한 귀중한 시간을 놓쳤다. 게다가, 2007년 7월 말, 코네는 말라리아에 감염되었고, 8월에, 그가 건강 악화 이후 훈련에 복귀하였고, 7월 19일에 있을 헤라클레스 알멜로와의 첫 리그 경기에 맞춰 건강을 회복할 것으로 예상되었고, 그는 즉시 국가대표로 복귀하였다.

### 에버턴
2013년 7월 8일, 에버턴은 비공개 이적료로 3년 계약을 체결하는 것을 확정지었다. 8월 17일, 그는 2-2로 비긴 노리치 시티와의 경기에서 81분에 교체 투입되어 데뷔 전을 치렀다. 10월, 그는 무릎 연골 부상을 당했고 남은 시즌 동안 다시 경기에 출전하지 못했다. 2014년 12월 24일에 복귀한 그는 3-2로 패한 뉴캐슬 유나이티드와의 경기에서 에버턴에서의 첫 골을 기록했다. 프리미어리그 2015-16 시즌 개막일, 코네는 벤치를 떠나 도움과 득점을 기록하며 에버턴이 왓포드와의 경기에서 2-2 무승부를 거두도록 도왔다. 그의 활약은 0-3으로 이긴 사우샘프턴과의 경기에서 코트디부아르인이 어시스트를 기록하며 보상을 받았다. 코네는 인상적인 시즌 시작을 이어나갔는데, 첼시와의 경기에서는 에버턴의 3-1 승리에 기여했다. 2015년 11월 1일, 그는 6-2로 이긴 선덜랜드와의 경기에서 에버턴에서의 첫 해트트릭을 기록했다. 코네는 2016-17 시즌을 끝으로 에버턴에 의해 방출되었다.

### 시바스포르
코네는 2017년 7월 4일 튀르키예 클럽 쉬페르리그의 시바스스포르와 2년 계약을 맺었다. 그는 8월 12일 1차전에서 1-0으로 패한 악히사르와의 경기에서 팀의 첫 경기를 치렀다. 그는 8월 19일 2-0으로 이긴 예니 말라티아스포르와의 경기에서 팀의 첫 골을 넣었다. 2017년 11월 5일, 그는 코니아스포르와의 경기에서 2골을 넣으며 팀의 2-1 승리를 이끌었다. 코네는 2017-18 시즌에 13골을 넣었고, 2018-19 시즌에 11골을 추가해 팀의 득점왕이 되었다.

## 국가대표팀 경력
코네는 2003년 FIFA 세계 청소년 축구 선수권 대회에 참가한 마마 우아타라가 이끄는 코트디부아르 U-20 국가대표팀에서 활약하였고, 리에르세의 동료 아돌프 토후아와 함께 출전하였다. 그는 토너먼트에서 3골을 득점하였는데, 2-1로 이긴 멕시코 전과 2-2로 비긴 아일랜드와의 16강 전 경기에서 두 골을 득점하였고, FIFA 공식 웹사이트는 그를 코트디부아르 팀의 "공격력을 위한 중요한 중심 선수"로 선언하였고, 그를 "체력, 공중 능력, 그리고 훌륭한 제구력"을 가진 선수로 묘사하였다.
코네는 독일에서 열린 2006년 FIFA 월드컵에 아프리카 국가로서는 처음으로 출전한 명단에도 이름을 올렸다. 그는 1-2로 패한 아르헨티나와의 경기에서 77분에 압둘 카데르 케이타와 교체되었고, 나머지 두 경기에서는 무실점으로 경기를 시작했는데, 이는 국가대표팀이 결선 토너먼트에 진출하지 못한 경기였다.
부상과 기량 상실로 인해 국제적인 황무지에서 4년을 보낸 후, 코네는 2012년에 코트디부아르 선수단에 재소환되었고, 위건에서의 클럽 활동으로 2013년 아프리카 네이션스컵 선수단에 이름을 올렸는데, 로베르토 마르티네스 감독은 선수의 국가대표 복귀에 대해 "아루나는 국가대표팀에 참여하지 않은 오랜 기간을 보냈고, 그는 그의 나라를 대표하는 것을 좋아하기 때문에 그것은 힘들었다. 그가 행복할 때, 우리는 행복하고, 나는 그가 코트디부아르 선수단에 복귀한 것이 매우 기쁘다."라고 말했다.

## 수상 경력

### 구단

#### PSV
- 에레디비지: 2005-06, 2006-07